# Раковский Свято-Троицкий монастырь
Раковский Свято-Троицкий монастырь — недействующий женский монастырь Русской православной церкви, расположенный в посёлке Красный Городок Красноярского района Самарской области России. 
Был создан как женская община в начале 1850-х, став одним из центров беседничества — старческого учения в православии, но после обвинения беседников в сектантстве они были вынуждены оставить общину. С середины 1850-х в обители хранилась икона «Взыскание погибших», почитающаяся как чудотворная и считающаяся одной из важнейших святынь Самарской епархии. В 1886 году община была преобразована в монастырь, который просуществовал до середины 1920-х, после чего был упразднён. Часть монастырских построек сохранилась и используется под психоневрологический интернат.

## История

### Предыстория
В среднем Поволжье в 1830-х годах развивалось движение беседников. Беседничество — направление в православии, мирское старческое учение. Название движение получило потому, что его последователи, помимо обязательного посещения церкви, собирались на внебогослужебные собрания, именовавшиеся «беседками». Одной из важнейших добродетелей для беседников является неуклонное и беспрекословное послушание старцу, устанавливавшему весь уклад жизни для последователей.
Духовный лидер беседников Василий Никифорович Щеглов в 1835 году переселился в Самарскую губернию, в район села Красный Яр. С 1838 года он начал активно проповедовать своё учение, призывая мирян жить «по-монастырски», утверждая, что для спасения необязательно уходить в монастырь, и духовная жизнь возможна и в миру, при ответственном подходе к вопросу спасения души.
Он проводил с крестьянами окрестных сёл домашние собрания-беседки, проповедовал аскетический образ жизни, с безусловной трезвостью, тремя постными днями в неделю, двукратным приёмом пиши в сутки, строгим молитвенным правилом, в постоянном труде и с обязательными регулярными собраниями-беседами о духовных вопросах. Щеглов организовывал локальные религиозные общины, ставя во главе каждой такой общины старшего. Движение быстро стало весьма популярным, превысив численность в 100 тысяч человек в 1880-х годах. Официальная православная церковь долгие годы не могла определиться в отношении к такому течению, относя его то к безобидным направлениям, то относя к сектантам хлыстовского толка.
Одной из основанных Щегловым стала община в селе Большая Раковка, которую возглавляла крестьянка Анастасия Кузьминична Керова. Впервые повстречавшись с Щегловым в 1835 году она быстро приняла его идеи и в дальнейшем строго следовала его словам и указаниям. Овдовев в 28 лет, по совету старца Керова приняла к себе трёх девушек, желавших духовной жизни. Так появилась первая келья. Будучи человеком неординарным и харизматичным, Керова легко находила последователей. Современники так её характеризовали: «…представляет из себя тип бойкой, энергической женщины, с немалым природным умом и сильным характером честолюбивым и предприимчивым, притязательным на первенство и способным данное себе слово быстро и умело воплощать в самое дело».
Керова собирала «беседки», на котором под её руководством читалась религиозная литература, пелись церковные песнопения, велись беседы и на житейские темы. Односельчане стали к ней обращаться за наставлениями и советами. Постепенно число верующих и келий с девицами в Большой Раковке росло. Анастасия Керова обратилась в Самарское епархиальное управление, а также к гражданским властям за разрешением на строительство большого корпуса для девиц и вдовиц, пожелавших жить в безбрачии по монастырским правилам. В 1850 году такое разрешение было получено.

### Община

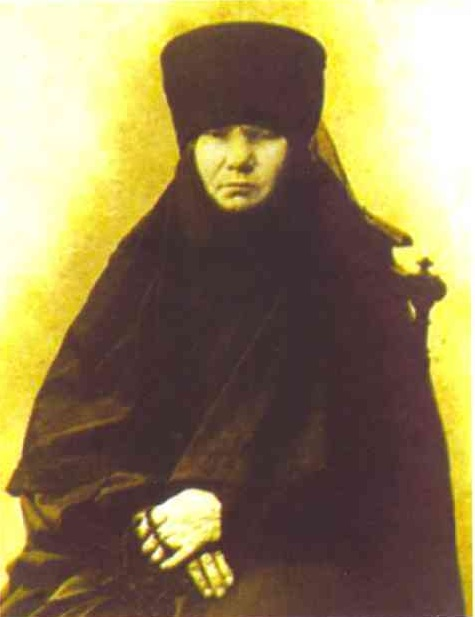
Инокиня Мария (в миру Анастасия Керова)

Деятельная и неутомимая Керова быстро нашла благотворителей, жертвовавших на создание общины и денежные средства и земельные участки. Место для строительства было выбрано недалеко от села Большая Раковка, и после приобретения необходимых материалов строительство обители началось.
Через несколько лет руководство епархией назначило в общину настоятельницу — монахиню Анатолию. Некоторое время отношения в общине были вполне благополучные, но постепенно разгорелся конфликт. Дело в том, что в 1854 году скончался Василий Щеглов, передав звание беседнического старца именно Анастасии Керовой. Люди потянулись к старице за её руководством и советом. Подобное персональное почитание Керовой весьма не нравилось тем сёстрам, которые не придерживались беседничества, и после одного из доносов со стороны недоброжелателей полицейские власти обвинили Керову в сектантстве. Дело рассматривалось Казанской судебной палатой и Самарской духовной консисторией, которые сочли обвинения необоснованными. Однако Керова была вынуждена удалиться из общины, и община стала приходить в упадок. Отдельные источники вообще ведут отсчёт истории монастыря лишь с 1859 года, полагая, что в это время была создана новая община.
Так или иначе, но в середине 1850-х новую жизнь в общину вдохнула вдова титулярного советника Анна Ивановна Кадышева. Анна Ивановна многое сделала для благополучия обители, средства на её существование она собирала по всей России, бывая даже в Санкт-Петербурге, а пожертвованный ею обители чудотворный образ «Взыскание погибших» привлекал множество паломников со всей епархии.
8 октября 1862 года община была официально утверждена указом Святейшего Синода «для ослабления и уничтожения раскола, распространяемого лжеучителями из иргизских раскольничьих монастырей», и Кадышева стала её настоятельницей. Кадышева руководила общиной до своей смерти в 1870 году.
С 1871 года должность настоятельницы занимала манатейная монахиня Анатолия (А. Тейс), принявшая в этом же году полный постриг в Иверском монастыре.
В 1857 году при общине в специально построенном флигеле открылось училище на правах школы грамоты. В училище обучались послушницы, их родственницы и девочки из окрестных деревень. К 1910 году в училище обучалось 25 девочек.
В 1878 году в общине открылся приют для детей солдат, погибших в русско-турецкой войне.

### Монастырь
Святейший Синод указом от 7 августа 1886 года преобразовал общину в нештатный общежительный монастырь с присвоением названия Раковский Свято-Троицкий женский монастырь.
В первые годы в обители проживало 37 человек, в том числе игуменья-настоятельница, одна рясофорная монахиня и 35 указных послушниц. Число насельниц росло, к 1901 году в монастыре насчитывалось же 317 человек: игуменья-настоятельница, 60 манатейных монахинь, 37 рясофорных послушниц, 35 указных и 170 временных послушниц.
В 1892 году на средства самарского купца Н. П. Масленникова был построен странноприимный дом с мужским и женским отделениями.
В июне 1894 года монастырь возглавила игуменья Софья (С. П. Томилова). По некоторым сведениям смена руководства произошла из-за того, что игуменья Анатолия была осуждена за какие-то проступки, лишена игуменства и низведена до звания простой монахини.
В 1899 году за оградой монастыря открылась гостиница для богомольцев.
По просьбе жителей села Старая Майна и по распоряжению епископа Гурия в 1904 году в селе было открыто монастырское подворье. Крестьяне пожертвовали земельный участок с постройками и торговой лавкой, собрали средства на открытие и оснащение домовой церкви. Также по просьбе крестьян было разршено совершать крестный ход с иконой «Взыскание погибших» из монастыря в Старую Майну.
С 1914 года по октябрь 1917 года монастырём руководила игуменья Поликсена (П. С. Долгова).
В годы Первой мировой войны при монастыре действовало два лазарета для раненых: один в самом монастыре, второй на самарском подворье.

### Монастырь при Советской власти
Постановлением властей монастырь был закрыт в 1920-е годы. Точная дата закрытия монастыря спорна. По одним сведениям монастырь был закрыт в 1928 году, по другим — в 1924 году, когда в его здании разместилось педагогическое училище.
Монастырское подворье в Старой Майне было преобразовано в трудовую артель. По недосмотру властей вопреки декрету об отделении церкви от государства имущество подворья не было национализировано. Местная монастырская община продолжала сохранять все монастырские традиции, хотя и именовалась теперь артель «Трудовая община». В 1924 году артель даже получила земельный участок 221 гектар удобной земли и 78 гектаров неудобной, при этом часть земель сдавалось в аренду, часть находилось в запустении. В 1928 году в бывшем подворье всё ещё проживало 75 монашек, во владении которых находилось 10 лошадей, 11 коров, а также овцы и куры. Только в 1928 году советская власть окончательно ликвидировала монастырскую общину, изъяв всё имущество и передав земли сельскохозяйственной коммуне из батраков и бедняков.
Подворье в Самаре было национализировано. Находившаяся на подворье часовня действовала до 1920-х годов, после чего несколько лет стояла в запустении. Была снесена в 1930-х годах.
В 1934 году территория перешла к колонии для беспризорников. В 1936 году в здании монастыря открылся Большераковский дом престарелых и инвалидов общего типа. С 1943 года сюда поступали раненые и инвалиды Великой Отечественной войны, а после её окончания вновь стали содержаться престарелые и инвалиды. В 1979 году учреждение сменило свой тип, став психоневрологическим интернатом для инвалидов.

## Владения
Первоначально во владении обители было всего 35 десятин земли. В 1873 году императорским указом община получила ещё 38 десятин около деревни Васильевки. Различные участки жертвовали обители благотворители, так что к 1910 году в его собственности было уже 1048 десятин земли, среди которых были 3 десятины мелкого леса и часть берега реки Сок.
На усадебной территории находилось 9 жилых корпусов и различные хозяйственные постройки, в том числе ковровая, живописная и чеканная мастерские.
В монастыре имелась библиотека с 27 томами книг. За монастырской оградой находились фруктовый сад и кирпичный завод.
Также монастырь владел двумя подворьями. Одно находилось в Самаре, второе в селе Старая Майна Ставропольского уезда (ныне в Ульяновской области). Старомайнскому подворью принадлежал участок земли площадью 20 десятин 330 сажен, а также различный рабочий скот.

### Монастырские храмы

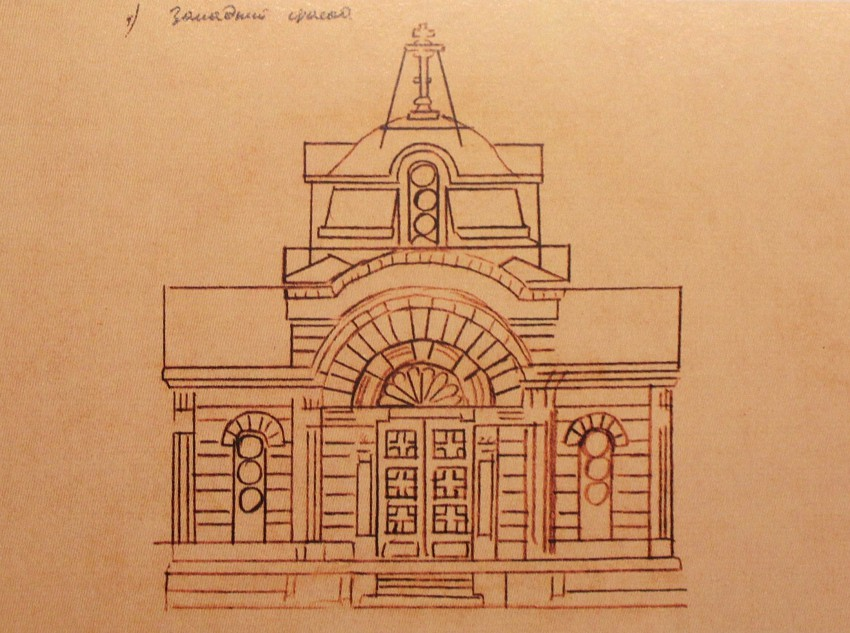
Эскиз западного фасада часовни на подворье в Самаре

В 1863 году был построен и освящён первый храм обители. Это была деревянная, тёплая домовая церковь во имя Святой Троицы. В этом храме находилась главная святыня обители — икона Божией матери «Взыскание погибших». Кроме неё в церкви также хранились частицы святых мощей и часть Животворящего креста Господня. Храмовый праздник отмечался 9 мая во имя Святой Троицы.
К 1900 году Свято-Троицкая церковь обветшала, и в 1902 году заложили новую каменную тёплую домовую церковь в честь иконы Божией Матери «Всех скорбящих радость». Церковь строилась на втором этаже настоятельского корпуса, была освящена самарским епископом Константином 13 октября 1905 года. Перед церковью на столбах находилась звонница. Храмовый праздник отмечался 24 октября.
25 мая 1876 года была освящена каменная холодная церковь во имя Успения Божией Матери. Обряд проводил самарский епископ Герасим, пожертвовавший общине образ Успения Божией Матери — копию с киевской чудотворной иконы. При церкви находилась каменная колокольня. Храмовый праздник отмечался 15 августа.
В середине 1890-х была построена и 20 мая 1895 года освящена епископом Гурием каменная трёхпрестольная теплая церковь во имя Святой Троицы. Строительство велось на средства самарского купца Н. П. Масленникова. Правый придел был освящён 22 мая 1895 года в честь иконы Божией Матери «Взыскание Погибших», левый был освящён 23 мая 1895 года во имя святителя Николая Чудотворца. Престольные праздники отмечались 25 мая в главном приделе, 5 февраля в правом и 9 мая в левом приделах.
Также при обители имелась кладбищенская деревянная на каменном фундаменте церковь во имя Всех Святых. Она была построена в 1866 году, а в 1882 году из-за ветхости её разобрали, построив на этом же месте новый храм, освящённый епископом Серафимом 8 сентября 1884 года. Храмовый праздник отмечался 6 декабря. А в 1901 году храм перенесли в село, на его прежнем месте поставив часовню.
В 1906 году на монастырском подворье в Самаре была поставлена каменная часовня, выполненная по проекту архитектора А. А. Щербачёва. Часовня была выстроена в русско-византийском стиле, с живописным силуэтом, массивной кладкой основания, тяжелыми барабанами и полукруглыми куполами. Имела очертания креста, но казалась округлой за счёт неглубоких выступов порталов.

### Святыни
Особой чтимой в монастыре была икона Божией Матери «В скорбях и печалях утешенье», написанная на Афоне и пожертвованная общине в 1876 году. Также из афонского Андреевского скита в монастырь были привезены икона великомученика и целителя Пантелеимона, и икона святого апостола Андрея Первозванного с частицей его мощей.
Однако главной святыней обители, да и всей Самарской епархии являлась икона Божией матери «Взыскание погибших».

#### Взыскание погибших
По преданию, бытовавшему в семье дворян Кадышевых, в 1666 году икона приплыла по Волге к Саратову, где и была явлена местному воеводе Кадышеву. Обретение иконы ознаменовалось исцелением воеводы и обличением похитителей церковного имущества. Икона передавалась из поколения в поколение, пока не перешла к Анне Ивановне Кадышевой, которая будучи настоятельницей Раковской общины, передала семейную реликвию в дар обители.
В 1855 году Кадышева приехала в Санкт-Петербург, собирая средства на нужды общины, и оказалась в доме известного благотворителя и мецената графа Шереметева, чей 11-летний сын был тяжело болен. По свидетельству спутницы Кадышевой, одной из сестёр обители М. В. Тихановой, после водосвятного молебна перед иконой, юноша почувствовал себя лучше, а вскоре совсем выздоровел. История стала широко известна. Московский митрополит Филарет, пожелал увидеть образ, началось дело о всероссийском почитании иконы «Взыскание погибших» вместо местного чествования одноимённых икон из разных мест. Оно было установлено в 1857 году и определен общий день празднования — 5 февраля.
Граф Шереметев в благодарность за исцеление решил украсить икону. Для этого по рисунку митрополита Филарета был создан серебряный позолоченный киот в виде сияния, с литыми по сторонам ангелами и венцами из драгоценных камней над главами Богородицы и Младенца.
Известны и другие чудеса, случавшиеся с иконой. Всего за период с 1861 по 1895 год монахини и священники монастыря зафиксировали и описали 37 подобных случаев: образ помогал при болезнях, при засухе, при нашествии саранчи и т. д. Икона быстро стала популярной в епархии. К образу устремилось множество паломников. Так как первоначально икона находилась над царскими вратами домовой церкви, то для поклонения молящихся её спускали к ним на шнурах, а с 1895 года икона на летнее время стала переноситься в каменный Свято-Троицкий храм.
С 1862 года икону стали носить по епархии для совершения молебнов, приносили в Ставрополь (ныне Тольятти), Мелекесский завод (ныне Димитровград), различные сёла Самарского, Ставропольского и Бугурусланского уезда. По многочисленным просьбам жителей Самары руководство епархии разрешило ежегодно на 2 месяца приносить икону в Самару.
В 1866 году для иконы был изготовлен оклад из чистого серебра, с украшениями из эмали, бирюзы, жемчуга и бриллиантов. Это украшение сохраняется на иконе по настоящее время.
В 1896 году по поручению епископа Гурия самарский священник Пётр Альбицкий составил очерк, посвящённый иконе, и во многом являющийся основным источником сведений о ней. В своей работе он использовал присланные из монастыря рукописи, в том числе записанную первым священником общины со слов Кадышевой историю иконы, рукопись дочери Кадышевой, переписанную «с рукописной тетради ея матери», и другие материалы.
В ходе обновленческого раскола в русской православной церкви монахини не признали власть обновленческого епископа Александра и отказались передать ему икону, о чём он доносил местным властям в 1924 году. После закрытия монастыря судьба иконы точно не известна, вероятно она сохранялась на дому у кого-то из остававшихся в живых монахинь.
В 1930-х годах некая икона «Взыскание погибших» находилась в Покровском соборе Самары, в ту пору принадлежавшим обновленцам, однако по заключению куйбышевского епископа Иеронима (Захарова), это был лишь поздний список с почитаемой иконы. Только в 1953—1954-х годах по указанию епископа Иеронима оригинальная икона монахинями была принесена в Покровский собор, ставший к этому времени кафедральным. Там икона пребывает по настоящее время: по вторникам перёд иконой поётся акафист, 18 февраля, в день её празднования совершаются торжественный молебен и крестный ход, икону также проносят во время ежегодного крестного хода вокруг города в сентябре.

#### Описание иконы
Икона написана на доске без ковчега, размерами 31,9×23,9 см.
Богоматерь в красно-коричневом платье, её головной платок и хитон Младенца отделаны золотом. Характер письма и иконография указывают на влияние итальянских или критских образцов конца XVIII века.
По сообщениям монахинь Раковского монастыря фиксировались изменения вида иконы, обычно она была тёмной с слабо различимыми чертами ликов, но иногда просветлялась, что считалось предзнаменованием радостного события. Отмечалось мироточение, например с мая по октябрь 1895 года, во время освящения нового Свято-Троицкого храма, придел в котором был посвящён иконе «Взыскание погибших» и совершавшихся в окрестных сёлах молебнов.

#### Списки
Известно несколько списков с чудотворного образа.
О первом известно со слов Кадышевой. В начале 1860-х годов при проезде через Нижний Новгород по пути из Санкт-Петербурга по повелению нижегородского епископа Нектария монахиня Дивеевского монастыря написала копию иконы, которая в дальнейшем находилась в Нижегородском Спасском (Ярмарочном) соборе. Её дальнейшая судьба неизвестна.
Другая копия, написанная настоятельницей Раковского монастыря Анатолией, находилась в крестовой церкви Самарского архиерейского дома, около правого клироса. Её судьба также неизвестна.
В самарском храме апостолов Петра и Павла хранилась копия, известная как «нерукотворная», написанная крестьянином села Утёвка Бузулукского уезда Самарской губернии Григорием Журавлёвым 13 февраля 1888 года. Нерукотворной она считается так как Журавлёв был инвалидом от рождения, лишённым рук и ног, при работе над этой и иными иконами кисть он держал зубами. В настоящее время икона передана в Самарский епархиальный церковно-исторический музей.
Также известен список с иконы, находящийся в церкви Покрова Божией Матери в  Мариенбурге  под Гатчиной Ленинградской области. На иконе сохранилась надпись, что она «сооружена» 31 октября 1888 года усердием настоятельницы Свято-Троицкого Раковского монастыря игуменьи Анатолии с сестрами в память чудесного избавления Александра III и его семьи «от опасности при крушении поезда».